# Руда (притока Білоусу)
Руда́ — річка у Чернігівському районі Чернігівської області України, права притока річки Білоус басейну Десни.

## Загальна інформація
Довжина річки становить 12 км, похил — 2,6 м/км, площа басейну — 43 км². Впадає до головної річки за 21 км від її гирла.